# 天主教奎達宗座代牧區
天主教奎達代牧區 （拉丁語：Vicariatus Apostolicus Quettensis）是羅馬天主教一個宗座代牧區，位於巴基斯坦西部山區，轄區包括俾路支省。由獻主會負責牧養。
2010年有教友30,518人、8個堂區、13名司鐸。其座堂是玫瑰聖母座堂。
2001年11月9日自海得拉巴教區分出，成為監牧區。2010年4月29日由教宗本篤十六世升為代牧區，由原監牧维克托‧格纳纳普拉嘉桑任宗座代牧。 